# Nervi
Nervi trước đây là làng chài cách 12 dặm (19 km) về phía tây bắc của Portofino trên Riviera di Levante, nơi này hiện là khu nghỉ mát bên bờ biển ở Liguria, phía tây bắc nước Ý. Từng là một xã độc lập, giờ nó là vùng lân cận (Quartiere) của Genoa. Nervi cách trung tâm Genoa 4 dặm (7 km) về phía đông.

## Địa lý
Nervi là một quận của Genoa. Khu vực này nổi tiếng với những khu vườn ô liu, cam và chanh,  cũng như những biệt thự có vườn xinh đẹp. Ở độ cao 25 mét so với mực nước biển, Genoa có khí hậu ẩm ướt, ít bụi hơn so với Riviera di Ponente, một phần của Riviera thuộc phía tây Genoa nước Ý, và đặc biệt phù hợp với những người mắc bệnh phổi.

## Viện bảo tàng
Nervi là nơi có bốn bảo tàng quan trọng.
Phòng trưng bày nghệ thuật hiện đại Genoa, trước đây là Villa Saluzzo Serra và Raccolte Frugone, trước đây Villa Grimaldi Fassio có các bức tranh, tác phẩm điêu khắc và bản vẽ của các nghệ sĩ người Ý và các nghệ sĩ khác từ thế kỷ 19 và 20. Bộ sưu tập cũng bao gồm các mục liên quan đến lịch sử văn hóa của Genova và Liguria.
Wolfsoniana là một bảo tàng khu vực của Đại học Quốc tế Wolfsonian-Florida của Đại học Quốc tế Florida ở Miami, Florida. Bảo tàng có các vật phẩm từ thế kỷ 19 và 20 như bản vẽ kiến trúc, đồ họa, áp phích, bản phác thảo và bản vẽ, sách và các ấn phẩm khác, tranh vẽ, tác phẩm điêu khắc, đồ nội thất và các đồ vật bằng thủy tinh, gốm, sắt rèn và bạc.
Bảo tàng Giannettino Luxoro trưng bày các bộ sưu tập đồng hồ và đồng hồ đeo tay từ thế kỷ 18 và 19, gốm sứ, đồ nội thất và quần áo cao cấp trong một biệt thự đã được khôi phục.
Vào tháng 7 năm 2020, Italia Nostra tuyên bố sẽ tham gia vào quá trình cải tạo lịch sử của Nervi.

## Điểm tham quan

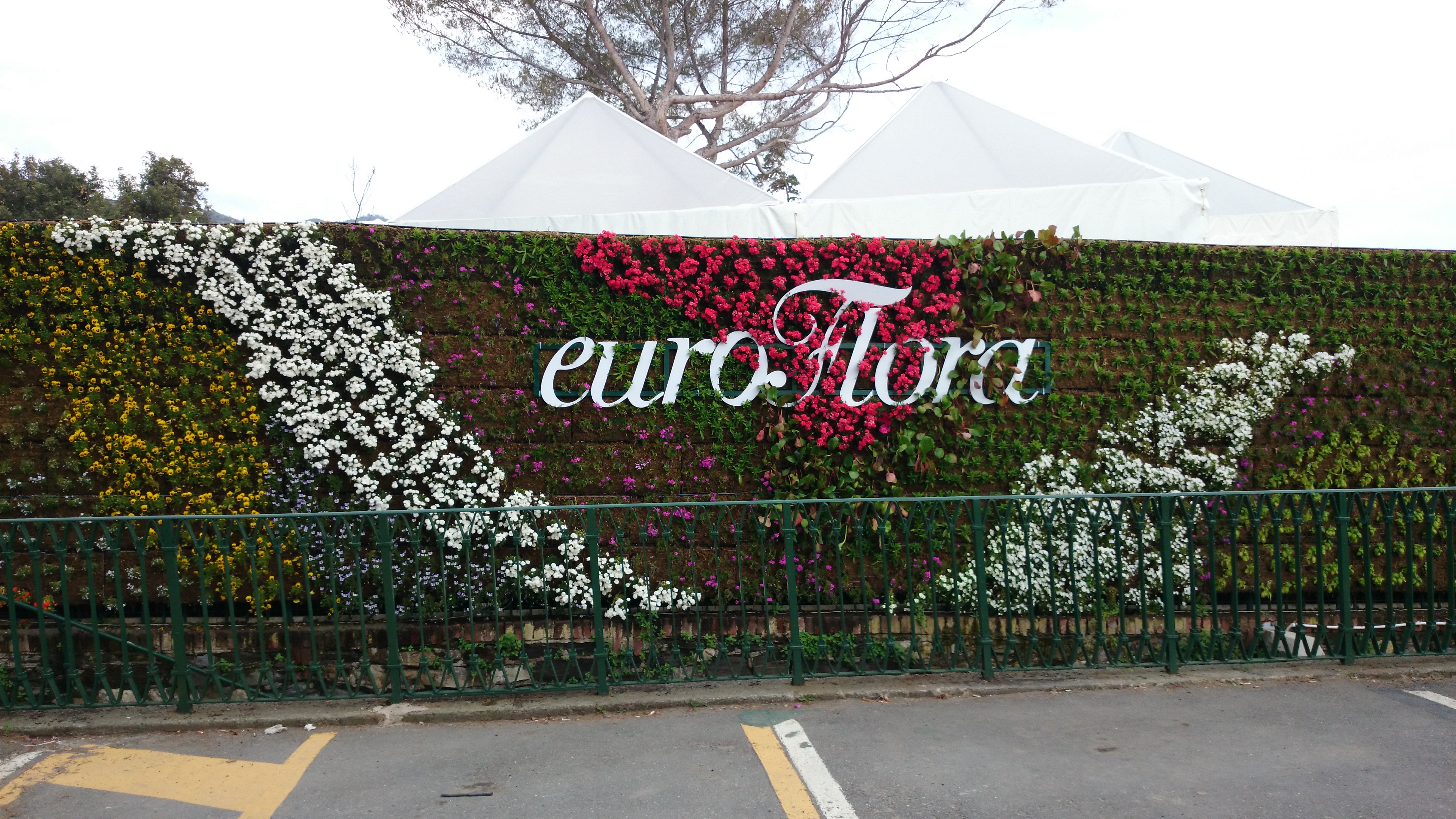

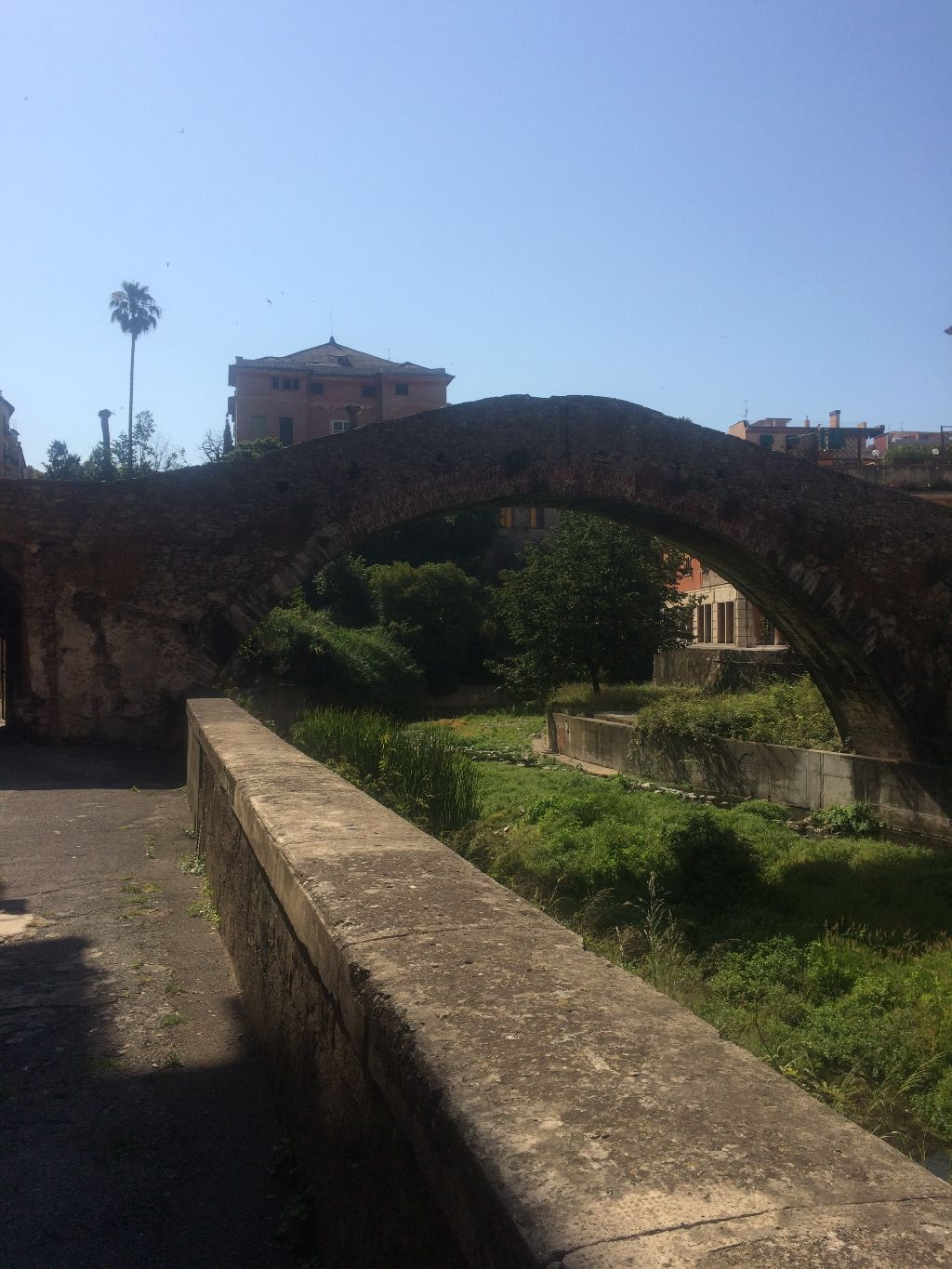
Cầu cổ ở Nervi, Genoa, Ý

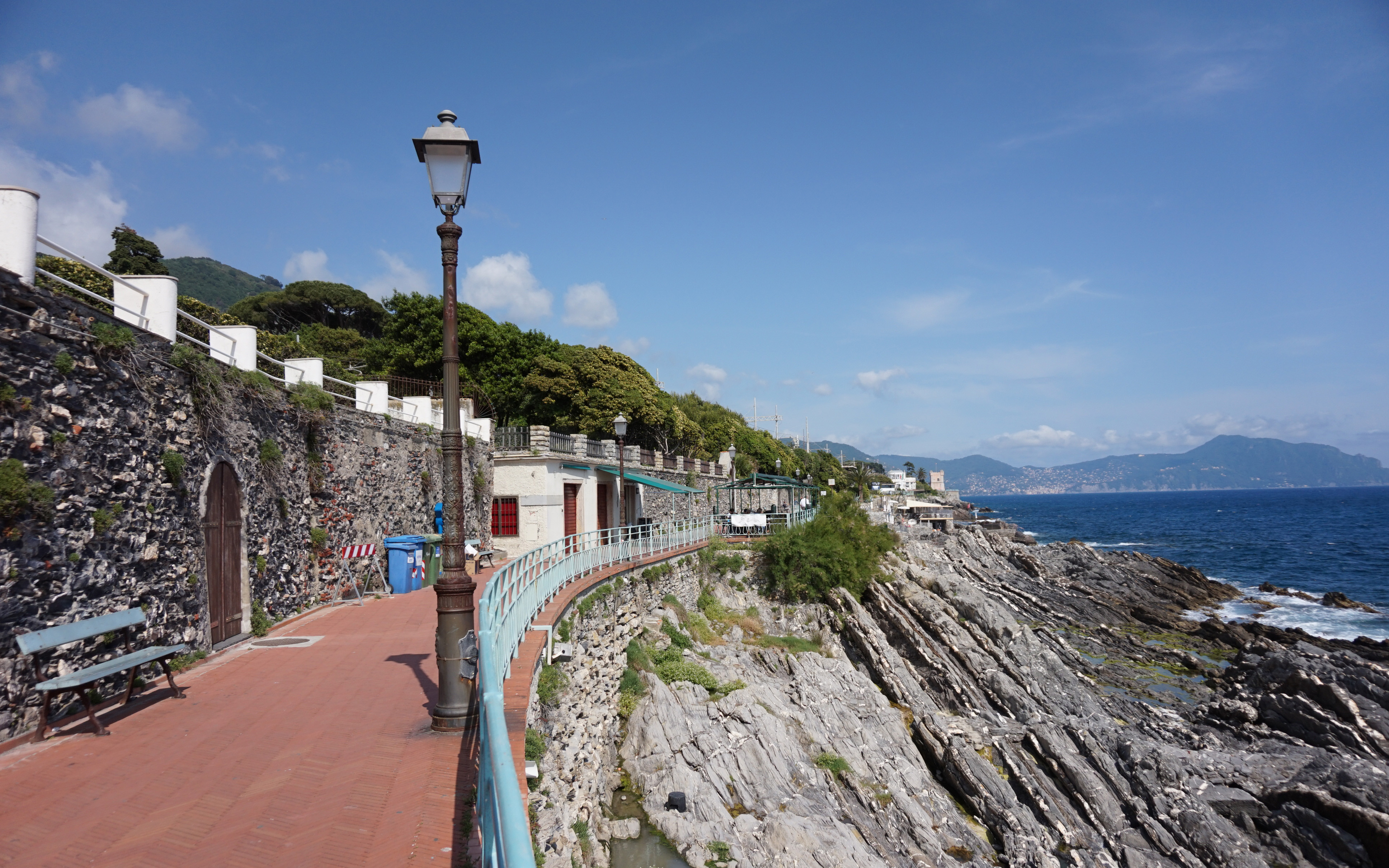
Passeggiata Anita Garibaldi

Đặc biệt nổi tiếng là Lối đi bộ Anita Garibaldi, lối đi bộ dài 2 km dọc theo vách đá đại dương. Khung cảnh này khiến nơi đây trở thành một trong những "đường đi dạo đẹp nhất" của Ý.
Parchi di Nervi là một công viên rộng khoảng 22 mẫu Anh (9 ha) được tạo ra từ các khu vườn của Biệt thự Grimaldi, Biệt thự Gropallo và Biệt thự Serra. Nó có các loài thực vật đặc trưng của Địa Trung Hải và nhiều loài kỳ lạ. Biệt thự Luxoro trước đây, hiện là bảo tàng và Biệt thự Gnecco, hiện là khách sạn sang trọng, cũng tiếp giáp với Parchi. Nervi ngày nay là một khu dân cư sầm uất và khá thượng lưu, gần như hoàn toàn là các căn hộ, đa phần là các tòa nhà kiểu cũ từ thế kỷ 19 đã được chuyển đổi thành những ngôi nhà lớn của tầng lớp trung lưu. Có rất nhiều cửa hàng tranh nhau kinh doanh, hầu hết đều bán các mặt hàng chất lượng tốt, đặc biệt là các cửa hàng quần áo và thời trang.

## Hệ thực vật châu Âu
Năm 2018, sự kiện Euroflora lần đầu tiên được tổ chức tại công viên Nervi. Sự kiện quay trở lại Nervi vào năm 2022.

## Lễ hội Internazionale del Balletto e della Musica
Lễ hội được tổ chức từ ngày 17 tháng 7 đến ngày 2 tháng 8 năm 2020 trong khung cảnh lộng lẫy của công viên Nervi.